# ビリー・キャスパー
ウィリアム・アール・キャスパー・ジュニア（1931年6月24日 - 2015年2月7日）は、アメリカ合衆国のプロゴルファー。1950年代半ばから70年代半ばまでのPGAツアーで活躍していた。

## 来歴
キャスパーはサンディエゴ出身。ノートルダム大卒。1954年にプロ入り。56年のラバット・オープンでツアー初優勝。1959年の全米オープンでメジャー初優勝。ほかに66年の同大会、70年のマスターズでも優勝したほか、PGAツアーで通算51勝をマーク。これは歴代7位の記録でもある。1961年から79年まで（77年は落選）の間ライダーカップアメリカ代表として9度出場した。1978年に世界ゴルフ殿堂入りを果たす。
シニアに転向後は1983年の全米シニアオープン、88年のマツダ・シニア・トーナメント・プレーヤーズ選手権で優勝している。
2015年2月7日、ユタ州スプリングヴィルで死去。享年83であった。